# Komparativ metod
Komparativ metod, alternativt jämförande metod, är vetenskaplig metod inom många forskningsfält, och är den övergripande benämningen på undersökningar som är inriktade på att beskriva och analysera skillnader genom jämförelser. Metoden möjliggör att pröva och utveckla nya och befintliga teorier om exempelvis styrelseskick, politik och andra samhälleliga företeelser och är en viktig metod för att förbättra kunskapsläget och förståelsen av samhället. Komparativ metod kan också användas vid analys av två eller fler litterära verk som t.ex. film eller bok.